# JJW Hotels & Resorts
JJW Hotels & Resorts ist eine Firmengruppe von Mohamed Bin Issa Al Jaber mit Hauptsitz in Paris.

## Geschäftsfelder
Die Gruppe betreibt nach eigenen Angaben mehrere Hotels und Golfplätze in Europa und dem Nahen Osten. Sie ist in den Ländern Österreich, Frankreich, Großbritannien, Portugal und Ägypten aktiv.
Zum Portfolio gehören unter anderem die Hotels der Erste Wiener Hotel AG sowie The Scotsman in Edinburgh, zehn 4* Hotels unter der Marke Amarante Hotels, fünf 3* Business HotelsMedian Hotels und 20 Stars Budget Hotels in Frankreich.
2007 kaufte JJW um 70 Millionen Pfund die englische Eton-Hotelgruppe, welche im Juni 2010 Konkurs anmelden musste. Die US-amerikanische Westmont Hospitality Group übernahm in Folge die Hotels für 55 Millionen Pfund. Marriott International kaufte das Berner's Hotel in London.
Seit 2008 ist JJW weiters am österreichischen Sportartikel-Hersteller Kneissl mehrheitlich beteiligt, unter dessen Marke die Errichtung mehrerer Kneissl Star Resorts geplant wurde.
Wegen einer geplatzten Übernahme war 2010 ein Rechtsstreit mit der US-Hotelgruppe Starwood anhänglich.

## Hotels
Algarve
- Dona Filipa Hotel
- Formosa Park Apartment Hotel
- Pinheiros Altos
- San Lorenzo Golf Course

Kairo
- Amarante Golf City

Cannes
- Hotel Amarante Cannes

Edinburgh
- The Scotsman

Genf
- Hotel Median Genève Aéroport

Giza
- Hotel Amarante Pyramids

Leeds
- 42 The Calls

Paris
- Hotel Balzac
- Hotel de Vigny
- La Trémoille
- Hotel Amarante Arc de Triomphe
- Hotel Amarante Beau Manoir
- Hotel Amarante Champs-Elysées
- Hotel Champlain Paris
- Hotel Median Paris Châtillon
- Hotel Median Paris Congrès
- Hotel Median Paris Porte de Versailles
- Hotel Median Roissy CDG Airport

Am Nil
- Amarante Nile Cruises

Sainte Maxime
- Hotel Amarante Golf Plaza

Scharm asch-Schaich
- Amarante Garden Palms Resort

Wien
- Grand Hotel Wien